# Richard Harding Davis

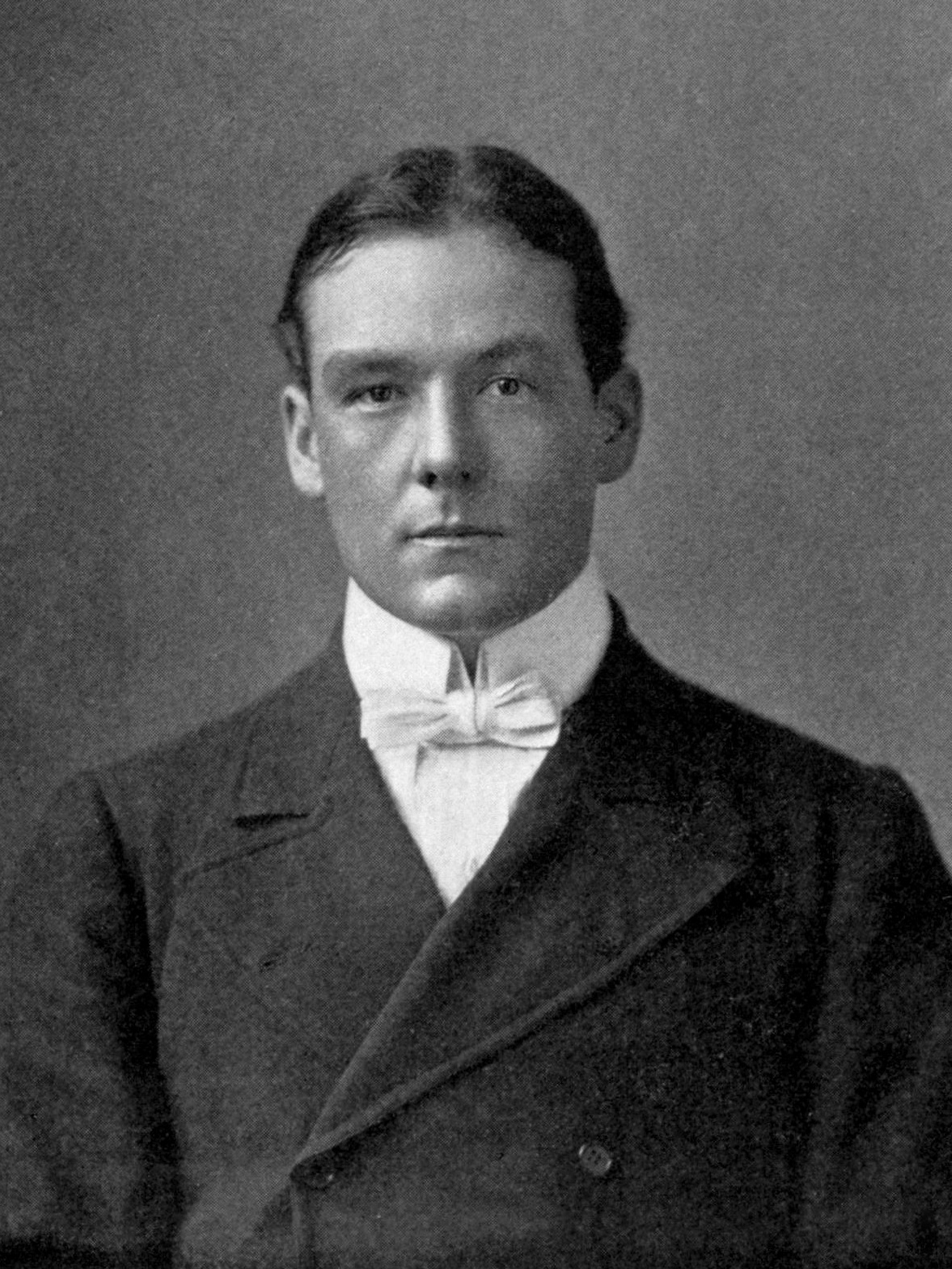
Richard Harding Davis (1903)

Richard Harding Davis (* 18. April 1864 in Philadelphia, Pennsylvania; † 11. April 1916 in Mount Kisco, New York) war ein US-amerikanischer Schriftsteller, Journalist und Dramatiker.

## Biografie
Der Sohn des Journalisten Lemuel Clarke Davis und der Romanautorin Rebecca Harding Davis studierte nach dem Schulbesuch zunächst bis zu seinem Ausschluss an der Lehigh University und anschließend an der Johns Hopkins University. Danach begann er selbst eine Laufbahn als Journalist und wurde zunächst 1886 Reporter bei der Tageszeitung The Philadelphia Record, ehe er Mitarbeiter beim Philadelphia Inquirer wurde, dessen Chefredakteur sein Vater zu der Zeit war. 1889 wechselte er zur New York Sun und dann 1890 als geschäftsführender Herausgeber zur Zeitschrift Harper’s Weekly.

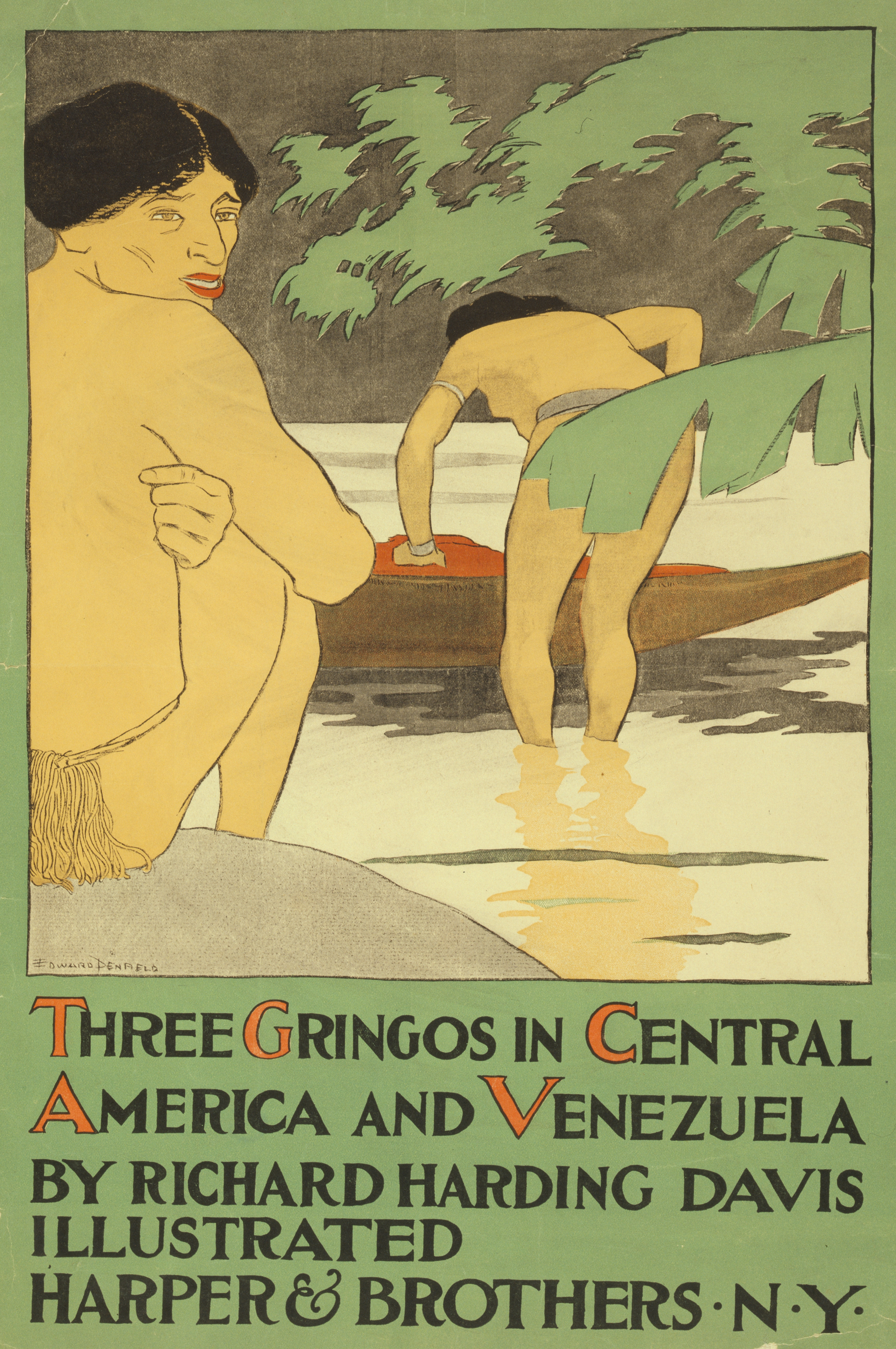
Umschlagstitel von Three Gringos in Venezuela and Central America (1896)

Danach war er freier Journalist für Zeitungen des Konzerns von William Randolph Hearst und berichtete in der Folgezeit von zahlreichen Kriegsschauplätzen wie dem Türkisch-Griechischen Krieg 1897 und dem Zweiten Burenkrieg. Dabei wurde er wegen seiner Berichte manchmal angeschuldigt, den Krieg als „Gentlemen-Sport“ zu verherrlichen. Seine teilweise fiktive Darstellung des Einsatzes der Rough Riders in der Schlacht vom San-Juan-Hügel während des Spanisch-Amerikanischen Krieges 1898 trug zur Darstellung von Theodore Roosevelt als Kriegsheld bei. Zu Beginn des Ersten Weltkrieges wurde er 1914 in Deutschland als vermeintlicher Spion verhaftet, aber kurz darauf freigelassen.
Zu seinen bekanntesten Büchern über Kriegsereignisse sowie seine Auslandsreisen gehören Gallegher (1890), Van Bibber and Others (1892), Rulers of the Mediterranean (1894), About Paris (1895), Three Gringos in Venezuela and Central America (1896), Soldiers of Fortune (1897, deutsch: Soldaten des Glücks, 2 Bde., Stuttgart 1900) über Lee Christmas, With Both Armies in South Africa (1901), Ranson’s Folly (1902) sowie Real Soldiers of Fortune (1906) über Frederick Russell Burnham.
Davis, der ein Freund von Ethel Barrymore und später mit den Schauspielerinnen Cecil Clark Davis und Bessie McCoy verheiratet war, schrieb darüber hinaus zahlreiche Theaterstücke für den Broadway. Zu seinen bekanntesten Stücken gehören The Littlest Girl (1895), The Taming of Helen (1903), The Dictator (1904), Miss Civilization (1906), The Galloper (1906), The Yankee Tourist (1907), Who’s Who? (1913) und The Trap (1915). Außerdem verfasste er Adaptionen seiner Bücher Soldiers of Fortune (1902) und Ranson’s Folly (1904) für das Theater.
Erst posthum erschienen das autobiografisch geprägte Buch Adventures and Letters of Richard Harding Davis (1917) sowie das Theaterstück The Girl from Home (1920).

## Hintergrundliteratur
- Fairfax Davis Downey: Richard Harding Davis: His Day, New York City, C. Scribner’s Sons, 1933
- Lewis S. Miner: Mightier than the Sword: The Story of Richard Harding Davis, Chicago, A. Whitman & Co., 1940
- Scott Compton Osborn: Richard Harding Davis: The Development of A Journalist Lexington, University of Kentucky Press, 1953
- Gerald Langford: The Richard Harding Davis Years: A Biography of A Mother and Son, New York City, Holt, Rinehart & Winston, 1961
- Arthur Lubow: The Reporter who Would be King: A Biography of Richard Harding Davis, New York City, Maxwell Macmillan International, 1992
- John D. Seelye: War Games: Richard Harding Davis and the New Imperialism, Amherst, University of Massachusetts Press, 2003